# Schistophyle falcifera
Schistophyle falcifera är en fjärilsart som beskrevs av W. Warren 1896. Schistophyle falcifera ingår i släktet Schistophyle och familjen mätare. Inga underarter finns listade.